# Nailsworth
Nailsworth är en stad och en civil parish i Stroud i Gloucestershire i England. Orten har 5 794 invånare (2011).